# Ebeltoft Vig
Ebeltoft Vig är en vik i Danmark. Den ligger i Region Mittjylland, i den centrala delen av landet vid Kattegatt.